# Жуков, Юрий Аверкиевич

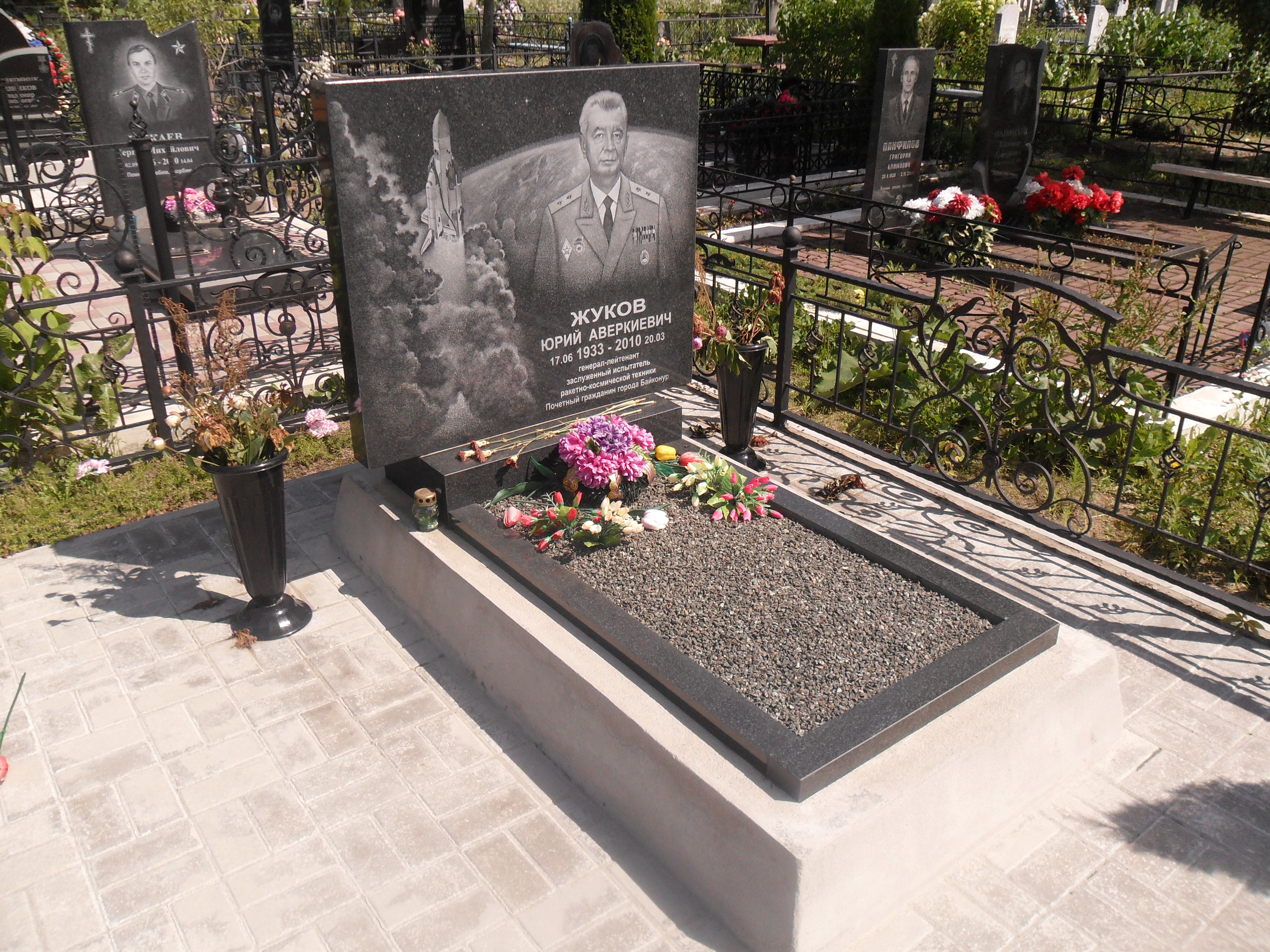
Могила Жукова на Одинцовском кладбище Смоленска.

Юрий Аверкиевич Жуков (17 июня 1933, Слуцк, Минская область — 20 марта 2010, Смоленск, Российская Федерация) — советский военачальник, генерал-лейтенант, начальник космодрома Байконур (1983—1989), почётный гражданин города Байконура.

## Биография
Родился в семье генерал-майора технических войск Аверкия Жукова (1895—1951).
В 1956 году окончил Рижское Краснознаменное высшее инженерно-авиационное военное училище им. Ворошилова.
В 1979 году заочно окончил Военную академию им. Ф. Э. Дзержинского.
В Вооруженных силах СССР с 1951 г. Офицерскую службу начал начальником группы обслуживания самолетов и авиадвигателей (1956).
С 1957 г. — авиатехник отряда,
с 1958 г. — заместитель командира авиаэскадрильи по эксплуатации.
В 1958 г. назначен инженером по специальному наземному оборудованию.
С 1959 г. — в Ракетных войсках стратегического назначения. Назначен старшим помощником начальника службы специального и артиллерийского вооружения по спецвооружению (в/ч 18282).
С 1960 г. — заместитель командира части по ракетному вооружению — главный инженер, зам. командира части по инженерно-ракетной службе, заместитель по ракетному вооружению командира части.
С 1967 г. — заместитель командира части, в 1968 г. — командир в/ч 18282.
В 1971—1973 гг. — заместитель командира в/ч 14245.
В 1973—1975 гг. — командующий 49 гвардейской ракетной дивизии.
В 1975—1983 гг. — первый заместитель командующего — член военного совета 50-й ракетной армии (г. Смоленск).
В 1983—1989 гг. — начальник 5-го НИИП МО СССР. При нём сформированы: 7 НИУ специальных космических систем, ОИИЧ-290 — в/ч 08325 для обеспечения работы технического комплекса многоразового РКК (1983); ОИИЧ-326 — в/ч 55056 (1987). Запущено около 300 МБР и РН 16 типов и модификаций. При нём начались испытания нового поколения мощных РН. Первый пуск изделия 11К77 с пл. 45 (1985). Первый пуск РН «Энергия» с объектом ДОС с УКСС (1987). Продолжались испытания нового поколения МБР различных классов и запуск КА.
Депутат Верховного Совета Казахской ССР 11 созыва.
Делегат 27-го съезда КПСС, делегат 16-го съезда КП Казахстана.

## В отставке
С 1989 г. в отставке.
С 1992 г. — председатель Смоленского областного Совета ветеранов (пенсионеров) войны, труда, Вооруженных Сил и правоохранительных органов.
Скончался 20 марта 2010 года, похоронен на Одинцовском кладбище в Смоленске.

## Награды и звания
- Награждён орденами Октябрьской революции, Красной Звезды, медалями.[4]
- Удостоен персональных именных медалей Ю. А. Гагарина, К. Э. Циолковского, М. В. Келдыша, В. Н. Челомея, С. П. Королева, нагрудным знаком «Главный маршал артиллерии М. И. Неделин» и др.
- Полковник с 1973 г. (досрочно). Генерал-майор с 1975. Генерал-лейтенант с 1984.[3]
- Почетный строитель Байконура. Почетный гражданин города Байконура.[5]
- В Слуцком краеведческом музее хранятся личные вещи генерала Юрия Жукова, генеральский мундир.[5]